# Command and Conquer
Cet article possède un paronyme, voir Command and Control.
 (avril 2017).
La série Command and Conquer, souvent abrégée C&C, est une série de jeux vidéo de stratégie en temps réel initialement développée par Westwood Studios entre 1995 et 2003, entreprise rachetée par Electronic Arts en 1998. En 2003, Electronic Arts met fin définitivement à l'existence de Westwood Studios l'absorbant dans EA Los Angeles, où les derniers épisodes ont été développés.
L'univers de Command and Conquer est constitué de trois séries distinctes : la série Tiberium, la série Alerte rouge et la série Generals. Le premier jeu vidéo à être sorti est Command and Conquer : Conflit du Tibérium en 1995, suivi de Command and Conquer : Alerte rouge en 1996, le premier jeu de la dernière série Command and Conquer: Generals est quant à lui sorti en 2003. Chaque série a été agrémentée de plusieurs extensions et de suites, toutes placées en tête de file des meilleures ventes de jeux de stratégie en temps réel.

## SérieTiberium
La première série Command and Conquer se déroule dans le futur, alors qu'une mystérieuse substance cristalline, le Tiberium, est en train de se répandre sur Terre, et oppose le GDI (Groupement de Défense international), une organisation mandatée par les Nations unies, à la Confrérie du Nod, un puissant groupe occulte aux activités terroristes qui voue un culte à son dirigeant, Kane.

### Factions
La série Tiberium est principalement la lutte armée entre les deux forces militaires :
- La Confrérie du Nod : complexe militaro-industriel proche du terrorisme et secte dirigée par Kane, elle effectue - entre autres - des recherches sur le clonage et le génie génétique appliqué aux humains. Les partisans de la Confrérie du Nod ne font pas seulement partie de la même armée, ils partagent également la même religion. Ils sont convaincus que leur leader Kane dirige un mouvement capable d'amener la race humaine vers de nouvelles dimensions. Leur loyauté envers Kane est absolue et leurs convictions sont inébranlables. Ils sont capables de tout sacrifier pour mener la Confrérie à la victoire. Les forces du Nod sont une combinaison inhabituelle de milices tiers-mondistes faiblement armées et d'unités d'élite surentraînées équipées d'armes exotiques et expérimentales. Sur le champ de bataille, le Nod emploie de nombreuses techniques de guérilla. Les attaques des unités du Nod sont exécutées rapidement et discrètement. Leur recours à des techniques militaires de haute technologie et artisanales peut s'avérer exceptionnellement fatal, mais aussi imprévisible.

- Le GDI (Groupement de défense international, « Global Defense Initiative » en anglais) : organisation mandatée par les Nations unies, le GDI ne répond qu'à une seule mission : sauver le monde de la propagation du tiberium. Ses objectifs sont d'abolir l'organisation terroriste de la Confrérie du Nod et d'inverser les effets du tiberium sur l'écosystème pour que le monde devienne à nouveau habitable. Pleines de ressources, organisées et lourdement armées, les forces du GDI lancent des attaques directes et fiables. Les procédures bureaucratiques du GDI ralentissent parfois ses opérations mais, une fois lancées, ses forces sont quasiment impossibles à arrêter. En général, les forces du GDI préfèrent se fier aux méthodes traditionnelles plutôt qu'aux nouvelles technologies, parfois douteuses. Malgré tout, le GDI reste une organisation pleine de ressource, capable de supporter bon nombre d'épreuves et de répondre aux évènements les plus imprévus.

À ceux-ci s'ajoutent deux autres factions plus secondaires:
- Les mutants : Il s'agit d'humains qui ont été infectés par le Tiberium mais ont néanmoins survécu à la contamination. Plutôt que de se rallier au GDI ou à la Confrérie du Nod, ils choisirent de rester indépendants, bien que certains d'entre eux acceptent de rejoindre l'une ou l'autre faction de manière ponctuelle.

- Les Scrins : une force extraterrestre qui apparaît dans le troisième opus. Leurs objectifs, bien que semblants liés au Tiberium, sont inconnus. Ils arrivèrent sur Terre, attirés par le Tiberium et commencèrent à exterminer tout sur leur passage, obligeant les deux factions humaines à une alliance sans précédent afin de repousser l'envahisseur. Leurs structures et leurs unités sont insectoïdes et ils maîtrisent des capacités redoutables, telle que la téléportation.

### Épisodes

#### Le Conflit du Tiberium
Command and Conquer : Le Conflit du Tiberium est un jeu de stratégie en temps réel sorti en 1995. Il est développé par Westwood Studios, qui en 1992 développa le jeu Dune II qui mit en place les concepts du genre. Il rencontra un énorme succès dès sa sortie. C'est un des titres majeurs qui a contribué à populariser le genre. C'est aussi la marque de fabrique qui fit la renommée de Westwood Studios.
Le Conflit du Tiberium améliore le gameplay de Dune II sur plusieurs points. Il introduit des cinématiques qui prennent la forme de briefings où le joueur reçoit ses ordres de missions, ce qui ajoute à la dimension narrative du jeu. L’interface de jeu est améliorée avec notamment la possibilité de sélectionner plusieurs unités pour leur donner un ordre commun. Enfin c'est l'apparition de missions plus élaborées (sauvetage de civils, infiltration…) qui change de l'unique objectif de Dune II consistant à construire une base et à détruire celle de l'adversaire.
Le scénario tourne autour de l'apparition d'une nouvelle source d'énergie, le Tiberium. Ce minerai intéresse la confrérie de NOD. La montée en puissance du NOD inquiète les Nations unies et son bras armé le GDI. Les deux parties ne tardent pas à entrer en guerre.

#### Soleil de Tiberium
En 1999 sort Command and Conquer : Soleil de Tiberium, dont le scénario constitue la suite de Command and Conquer : Le Conflit du Tiberium. D'autres innovations apparaissent comme le relief et l'éclairage qui change en fonction de la nuit ou du jour. Ce jeu présente aussi un autre système de briefing où le joueur est totalement absent, car on interprète un personnage (Anton Slavic pour le NOD et Mc Neil pour le GDI). Le scénario est aussi plus élaboré.

#### Renegade
Seul épisode à s'éloigner du jeu de stratégie, Renegade est un jeu de tir à la première personne se déroulant dans l'univers du premier Command and Conquer. Le joueur incarne Nick « Havoc » Parker, un ancien agent du Dead-6, une unité spéciale du GDI formée de six soldats d'élite officiellement morts. Havoc est légèrement taquin avec ses officiers, ce qui vaut peut-être au jeu le nom de Renegade.
La partie multijoueur propose un concept novateur par rapport aux autres FPS, le mode « command and conquer ». Ce mode divise les joueurs en deux équipes disposant chacune d'une base militaire et devant la défendre contre l'autre équipe. En fonction des bâtiments disponibles, les joueurs peuvent s'offrir de nouvelles armes et de nouveaux véhicules pour s'attaquer à la base ennemie. La première équipe dont la totalité de sa base est détruite perd la partie.

#### Les Guerres du Tiberium
Les Guerres du Tiberium, le troisième opus de la série, est sorti le 29 mars 2007.
Nous sommes en 2047 et le tiberium s’est propagé sur toute la Terre qui est maintenant divisée en zones correspondant aux niveaux d’infestation de tiberium. Les fertiles zones bleues représentent 20 % de la surface planétaire et sont le dernier refuge du monde civilisé ; les zones jaunes, partiellement habitables, forment la moitié de la surface du globe. La majorité de la population mondiale vit sur ces terres ravagées par la guerre et dévastées par de nombreuses catastrophes écologiques. Les 30 % restants rassemblent des zones inhabitables et détruites par le tiberium, et sont parcourus par des tempêtes d’ions dévastatrices. Les zones rouges sont semblables à l’atmosphère d’une planète extraterrestre.
Kane est de retour aux commandes de la Confrérie du Nod pour lancer une attaque généralisée contre le GDI et les dernières zones bleues de la planète. Mais que prépare réellement le leader prophétique du NOD en provoquant de la sorte un GDI qui ne semble pas saisir grand-chose à l'affaire? Un GDI qui semble être devenu le jouet de Kane.
C'est en effectuant chacune des campagnes GDI et NOD que vous pourrez y voir plus clair dans cette intrigue. En effectuant ces deux campagnes, vous débloquerez la campagne cachée des Scrins, une espèce extraterrestre venue sur Terre pour y récolter du Tibérium.
Une extension, Command and Conquer 3 : La Fureur de Kane, est disponible depuis le 26 mars 2008 aux États-Unis, et depuis le 27 mars en Europe. Le joueur incarne Légion, une IA hybride similaire à CABAL, qui doit aider Kane à reconstruire le Nod et rallier les factions dissidentes du NOD telles que "la main noire". Dans cette extension, de nouvelles unités sont disponibles pour chaque faction, notamment les unités épiques. Outre ces améliorations, chaque camp se voit apporter 2 sous-factions, chacune apportant des nouveautés et spécificités.

#### Le Crépuscule du Tiberium
Le jeu est sorti le 16 mars 2010 aux États-Unis et le 18 mars en France et met le point final à la série Tiberium.
Les graphismes sont une légère amélioration de ceux de Command and Conquer 3 "Les guerres du Tiberium" et "La fureur de Kane" mais l'univers est complètement différent : le jeu se déroule dans un monde en reconstruction, loin des grandes étendues de tiberium issu du précédent opus.

### Éléments caractéristiques
EVA (« environnement virtuel avancé » ou, en anglais, « Electronic Video Agent ») est une IA à la voix féminine créée par le GDI qui assiste les commandants dans leurs missions. La personne qui était chargée d'incarner la voix de EVA est Kia Huntzinger.
Kane, le dirigeant charismatique de la Confrérie de Nod, apparaît dans les épisodes de la série Tiberium ainsi que dans Command and Conquer : Alerte rouge.

## SérieAlerte rouge
La particularité principale de cette série est son scénario qui se construit dans une réalité alternative. L'uchronie commence en 1946, lorsque Albert Einstein met au point une machine à remonter le temps et fait disparaître Adolf Hitler en 1924 pour empêcher la Seconde Guerre mondiale.
Ce changement entraîne une dérive de l'histoire ainsi qu'une dérive technologique ; si bien que ces changements restent relativement mineurs dans le premier opus, mais s'accentuent dans le second et dans le troisième. Einstein y est par exemple tué par des généraux soviétiques.

### Factions
La série est une lutte entre deux factions :
- les Alliés (principalement les États-Unis, l'Angleterre, la France et l'Allemagne)
- l'URSS

Dans le troisième épisode, une nouvelle faction entre en scène : l'Empire du Soleil levant.

### Épisodes

#### Alerte rouge
Command and Conquer : Alerte rouge (Red Alert en anglais) est un jeu de stratégie en temps réel développé par Westwood Studios et édité par Virgin Interactive en 1996 pour Microsoft Windows puis plus tard sur PlayStation. L'action prend place dans une uchronie de la Seconde Guerre mondiale où Albert Einstein trouve le moyen de remonter le temps pour empêcher la guerre. Mais une fois Adolf Hitler mis hors d'état de nuire, un conflit entre le bloc russe et le bloc allié éclate. Le jeu reprend le principe du premier Command and Conquer, les missions un joueur sont introduites par des séquences vidéo mélangeant images de synthèse et acteurs professionnels. Le joueur joue un camp ou l'autre à travers plusieurs missions réparties sur toute l'Europe. Le mode multijoueur permet de jouer jusqu'à huit en réseau local ou sur Internet en permettant le choix entre la France, le Royaume-Uni, l'Allemagne, l'Ukraine et l'URSS qui ont chacun leurs unités spéciales et des caractéristiques particulières.
À la fin de la campagne soviétique, Staline félicite le joueur depuis le palais de Buckingham aux côtés de Kane. Ce dernier en profite pour tuer Staline. Ceci constitue le lien entre la série Alerte rouge et la série Tibérium, cette dernière présentant l'histoire avec la victoire soviétique et Alerte rouge 2 après la victoire des alliés.
Il existe trois extensions officielles pour compléter le jeu (plus de 100 cartes en mode escarmouche) :
- Missions Taïga (avril 1997)
- Missions M.A.D. (septembre 1997)
- Mission Tesla (1998) — qui est en fait le regroupement des deux précédents, ajoutant par ailleurs de nouveaux armements de type électrique, comme le tank Tesla ou le soldat Tesla.

#### Alerte rouge 2
Command and Conquer : Alerte rouge 2 est encore un jeu vidéo de stratégie en temps réel, développé par Westwood Studios qui est sorti sur Microsoft Windows en 2000. L'histoire prend place après le premier opus d'Alerte rouge où Romanov, placé à la tête de la Russie par les alliés après leur victoire, décide d'attaquer les États-Unis. Le jeu reprend le principe du premier Alerte rouge, il est ainsi possible de choisir parmi l'un des pays suivants : les États-Unis, la Corée du Sud, la France, l'Allemagne, le Royaume-Uni, la Libye, l'Irak, Cuba, la Russie, afin de bénéficier d'un avantage particulier. La différence entre les pays est plus flagrante que dans le premier opus de la série, constitué d'une unité spéciale, un nouveau bâtiment ou une nouvelle habileté. Chaque pays est affilié à un camp, Alliés ou Soviétiques, et aux bâtiments et unités de ce camp.
Une seule extension a été développée : La Revanche de Yuri (octobre 2001), dont l'histoire prend place dès la fin d'Alerte rouge 2. Elle met en scène l'armée de Yuri, séparée de la Russie et face à la fois aux Alliés et à l'URSS. De nombreuses missions utilisent les voyages dans le temps, une nouvelle unité psychique est disponible, à noter aussi qu'une mission se déroule sur la Lune.

#### Alerte rouge 3
Sept ans après les évènements d'Alerte rouge 2, l'URSS est sur le point d'être vaincue. Alors que les Alliés se préparent à triompher, le colonel Cherdenko décide d'utiliser leur technique révolutionnaire et secrète de voyage temporel. Avec le général Krukov et le savant ayant conçu la machine (A. Zellinsky), ils voyagent en 1924 afin d'éliminer le responsable de l'écrasante supériorité technologique alliée : Albert Einstein (on a même droit à la désormais légendaire poignée de main fatale). Le monde dans lequel ils reviennent est identique excepté que les Alliés se sont fait écraser et ne contrôlent plus que le Royaume-Uni sur le front de l'Europe. Mais ce répit est de brève durée : une communication vient les informer que les troupes soviétiques basées à l'Est se font attaquer par l'Empire du Soleil levant (le Japon impérial).
Alerte rouge 3 apporte plusieurs nouveautés dont une nouvelle faction, un nouvel espace de jeu (la mer) et de nouvelles unités. Presque tous les bâtiments peuvent être construits sur mer et de nombreuses unités sont amphibies.
L'extension La Révolte apporte quelques nouveautés, telles quatre nouvelles campagnes constituées chacune de quatre scénarios - toutes se situent après la victoire alliée. La première présente la pacification difficile du Japon par les Alliés. La seconde met en scène la résistance menée par les restes de l'Armée rouge. La troisième présentent les actions des ruines de l'Empire du Soleil levant se libérant de l'emprise alliée et faisant face aux forces soviétiques décidées à profiter de cette instabilité. La quatrième raconte l'histoire de Yuriko Oméga (jeune Japonaise dotée de pouvoirs psychiques à fins militaires). De nouvelles unités sont présentes, ainsi qu'une série de défis inédits.

### Éléments caractéristiques
Tanya Adams est présente tout au long de la série. Elle met son expertise des armes et de la démolition au service des Alliés.

## SérieGenerals
Cette série n'a aucun lien direct avec les deux autres séries Command and Conquer et se place dans un univers contemporain plus réaliste. Annoncé en 2011, le développement du jeu Command and Conquer est annulé en 2014.

### Factions
Dans cette série, trois factions s'opposent :
- les États-Unis ;
- la Chine ;
- la GLA (« Global Liberation Army »)

### Épisodes

#### Command and Conquer: Generals
Sorti en 2003, il s'agit du premier Command and Conquer entièrement en trois dimensions ainsi que du seul à ne pas intégrer de cinématiques en plein écran ; il se distingue également dans ses mécanismes de jeu.
Dans cette série, les États-Unis et la Chine s'allient contre un ennemi commun, la GLA. La guerre se déroule quelques années dans le futur, essentiellement en Asie centrale. Chaque faction possède ses propres caractéristiques : les États-Unis disposent d'une technique avancée et d'une puissante flotte aérienne, la Chine s'appuie sur un grand nombre de troupes et l'arme nucléaire, la GLA emploie plutôt des tactiques de guérilla terroriste.
Une extension, Command and Conquer: Generals - Heure H, est sortie la même année. Outre trois nouvelles campagnes, elle permet notamment à chaque camp de choisir un général parmi trois disponibles, chaque général possédant ses propres capacités spéciales.
Rappelons que le contexte de sortie de ce jeu est la guerre d'Afghanistan (2001) et la seconde guerre du Golfe (2003). De plus, il faut noter que la première mission américaine prend place à Bagdad dans Command and Conquer Generals.

#### Command and Conquer: Generals 2
BioWare et Electronic Arts ont annoncé Command and Conquer: Generals 2 lors des Video Games Awards de 2011. Le jeu a ensuite été rebaptisé Command and Conquer tout simplement. Le jeu a finalement été annulé le 29 octobre 2013. Il aurait dû utiliser le Frostbite Engine 2 et était développé au sein du studio BioWare Victory, avec une sortie prévue en 2014. Command and Conquer aurait été un free to play.

## Points communs

### Personnage
Dans les trois séries de C&C, un même nom a été systématiquement utilisé : l'officier chargé de transmettre les ordres de l'état-major US au joueur de la campagne américaine est une certaine Eva, qui remplit le même rôle que ses homonymes des deux autres sagas.

### Bâtiments
Dans Alerte rouge et Generals, on distingue très nettement des équivalences : la Chine équivaut à l'URSS et les États-Unis aux Alliés.
Les Soviétiques sont basés sur l'attaque et disposent d'armes puissantes : leurs défenses se composent de tours Tesla magnétiques et de mitrailleuses automatiques. Leur technologie mentale permet de connaître les ordres donnés aux unités par l'ennemi.
Les Alliés ont un potentiel plus tactique : un bâtiment qui dévoile la carte au joueur, un autre, appelé Chronosphère, permet la téléportation, etc.

### Unités
Les Soviétiques disposent d'une force de frappe terrible : les unités sont puissantes, mais coûteuses. Cela comprend les chars équipés de tesla, les dirigeables, les dévastateurs utilisant les radiations, ainsi que les chars lourds capables de tirer sur les unités terrestres et aériennes (Apocalypse, Mammouth).
Les Alliés disposent quant à eux d'armes tactiques (usant des techniques de camouflage), expérimentale et de grande portée (artillerie, char prisme, unités qui peuvent se téléporter).

### Super-armes
Dans les trois séries de Command and Conquer, chaque faction possède sa propre super-arme. Celle-ci se présente sous la forme d'un bâtiment ayant sa technologie propre selon la faction dont la portée de tir est illimitée. Ce bâtiment se construit généralement en dernier lors de la construction de la base et est le plus coûteux. Chaque super-arme a un temps de chargement entre chaque utilisation. Elles sont généralement toutes destructrices, elles peuvent changer le cours de la bataille, chacune ayant ses avantages et particularités.
Dans la série Tiberium, le GDI (Groupement de défense international ou Global Defense Initiative en anglais) possède en tant que super-arme un puissant canon à ions orbital, capable d'anéantir une cible à n'importe quel endroit sur le globe, mais aussi d'assurer une défense A-SAT ou encore d'attaquer des cibles venant de l'espace. Dans le premier volet de la série, la confrérie du NOD possède une base de lancement envoyant un puissant missile se fragmentant avant d'atteindre sa cible. Par la suite, cette arme évoluera en silo nucléaire. Les Scrins, une force extraterrestre qui apparaît dans le troisième opus, ont quant à eux un trou noir en guise de super-arme.
Dans la série Generals, les États-Unis utilisent un canon à particules. Ce puissant laser peut être commandé et déplacé sur le champ de bataille durant son fonctionnement de quelques secondes. La GLA (Global Liberation Army) possède le Site scud. Ce dernier envoie à l'endroit souhaité une rafale de missiles scuds contenant de l'anthrax. La Chine, quant à elle, dispose d'un missile nucléaire.
Dans Alerte rouge 2, les Soviétiques disposent du rideau de fer, qui rend quelques unités invulnérables pour un court instant et d'un missile nucléaire. Quant aux Alliés, leurs super-armes sont le Contrôleur météo, pouvant provoquer un orage destructeur, et la Chronosphère.
Dans Alerte rouge 3, les Alliés possèdent en guise de super-arme la Chronosphère, qui est un transporteur massif d'unités utilisant la technologie temporelle. Elle permet de transporter instantanément une poignée de véhicules seulement (l'infanterie, elle, sera tuée) à n'importe quel endroit du champ de bataille. En guise d'arme ultime, ils utilisent le Collisionneur de protons. Cette arme destructrice « plonge une zone dans une réaction en chaîne de fusions moléculaires. » Les Soviétiques utilisent toujours le Rideau de fer en guise de super-arme. Ce dernier crée une étrange barrière cinétique rendant les véhicules et bâtiments ciblés invulnérables pour une courte durée (l'infanterie, elle, sera tuée). En guise d'arme ultime, les chercheurs soviétiques ont mis au point la Bombe à implosion. Celle-ci aspire tout en son centre avant de tout recracher. L'Empire du Soleil levant, quant à lui, dispose en guise de super-arme la Nanoruche. Cette dernière envoie des milliards de petits nano-drones sur une zone de votre choix, créant un dôme impénétrable durant quelques instants. En guise d'arme ultime, il possède le Destructeur Psionique. Cette structure utilise 5 clones de Yuriko Omega pour créer des cataclysmes Psioniques plus puissants que n'importe quelle catastrophe naturelle connue.

### Gestion des ressources
La ressource est unique (bien qu'elle soit parfois disponible sous deux formes, plus ou moins concentrées).

### Multijoueur
Généralement, un mode d'entraînement contre l'ordinateur (escarmouche) est disponible.
Tous possèdent un mode multijoueur par internet : de 2 à 4 joueurs pour les plus anciens, jusqu'à 10 pour les plus récents. Généralement, il s'agit d'un mode free-for-all basique, mais certains possèdent d'autres modes de jeu (alliance malsaine), ainsi que des campagnes.

## Communautés
Il existe plusieurs sites de fans. Les sites CnCSaga et Time of War traitent par exemple toute la série de Command and Conquer.
Warofgenerals, site francophone, traite de tous les mods en français et propose des traductions des mods anglophones sur la série des Command and Conquer Generals, Heure H et tous les autres jeux de la série.
Il existe une start-up américaine qui a développé les jeux Commands and conquer sur PC en version 64 bits, la start-up OpenRA a repris les jeux et les a placés en LGPL v3, a amélioré la qualité graphique et propose le jeu complet avec les missions officielles, de plus, nous pouvons utiliser un mode en ligne pour jouer entre nous. Des escarmouches sont disponibles pour chacune des versions.